# Sweet Sacrifice
«Sweet Sacrifice» (рус. Приятная Жертва) — третий сингл Evanescence из альбома The Open Door. Он был написан Эми Ли и Терри Бальзамо. Изначально синглом должна была стать песня «All That I’m Living For», но по реакции фанатов была заменена. Первый релиз состоялся в Германии в двух версиях: Basic and Premium. Также для скачивания стали доступны электронные копии. На 50-й церемонии «Грэмми» песня была номинирована в категории «Лучшее хард-рок исполнение».

## О песне
Эми Ли описывает песню:
Это единственная песня на "The Open Door" об оскорбительных отношениях, которые были источником почти всех песен на "Fallen". Было уместным присвоить этой песне №1 на альбоме, но она намного сильнее, чем песни с "Fallen". Я уже не говорю "Мне очень страшно, кто-нибудь спасите меня. Она говорит, что "Страх только в нашем разуме... Я больше ничего не боюсь."

## Музыкальное видео

Эми в клипе Sweet Sacrifice

Клип снимался 9 и 10 марта. Все жуки и скелеты, мелькающие в клипе, а также общая обстановка, символизируют сознание и страхи Эми Ли. В конце клипа она вырывается из этих страхов.
Клип сильно отличается от предыдущих клипов Evanescence. В видео впервые использованы тараканы.
В клипе снялись: Эми Ли , Терри Бальзамо , Джон ЛеКомпт , Рокки Грей , Тим МакКорд
Последний клип с участием Джона и Рокки.

## Чарты
| Чарт                             | Высшая позиция |
| -------------------------------- | -------------- |
| Turkey Top 20 Chart              | 11             |
| Portugal Singles Top 50          | 24             |
| Germany Singles Top 100          | 75             |
| Billboard Mainstream Rock Tracks | 24             |

## Список композиций
Basic Maxi CD (Part 1)
| №  | Название                                | Длительность |
| -- | --------------------------------------- | ------------ |
| 1. | «Sweet Sacrifice»                       | 3:05         |
| 2. | «Weight Of The World» (Live from Tokyo) | 3:44         |

Premium Maxi CD (Part 2)
| №  | Название                                | Длительность |
| -- | --------------------------------------- | ------------ |
| 1. | «Sweet Sacrifice»                       | 3:05         |
| 2. | «Weight Of The World» (Live from Tokyo) | 3:44         |
| 3. | «Sweet Sacrifice» (Radio mix)           | 3:03         |
| 4. | «Интервью с Эми Ли и Джоном ЛеКомптом»  |              |